# Asianopis tabida
Espèce
Synonymes
- Dinopis tabidus L. Koch, 1879
- Deinopis tabida L. Koch, 1879

Asianopis tabida est une espèce d'araignées aranéomorphes de la famille des Deinopidae.

## Distribution
Cette espèce est endémique du Queensland en Australie. Elle se rencontre vers le cap York.

## Description
La carapace de la femelle holotype mesure 4,5 mm et l'abdomen 11,5 mm.

## Systématique et taxinomie
Cette espèce a été décrite sous le protonyme Deinopis tabida par L. Koch en 1879. Elle est placée dans le genre Asianopis par Chamberland, Agnarsson, Quayle, Ruddy, Starrett et Bond en 2022.

## Publication originale
- L. Koch, 1879 : Die Arachniden Australiens. Nürnberg, vol. 1, p. 1045-1156 (texte intégral).